# طارق عبد الباري

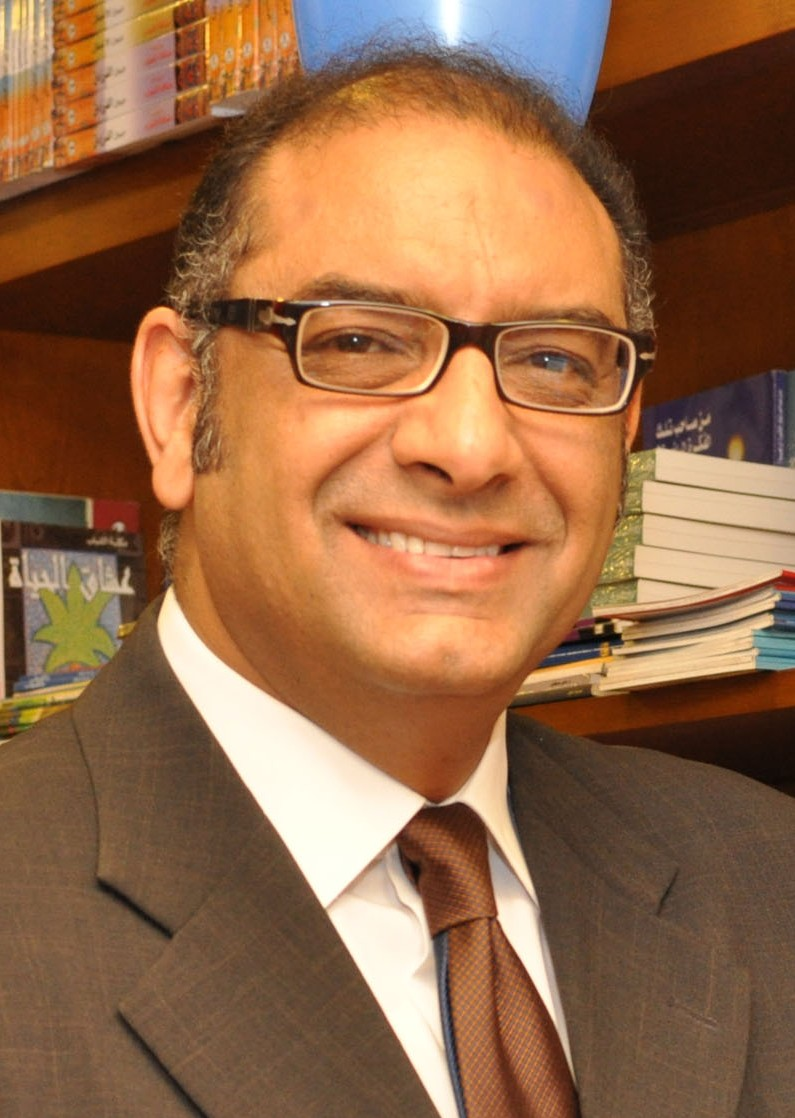
طارق عبد الباري (2011)

طارق عبد الباري (وُلد في 1961) هو أستاذ جامعي ومُترجم ومُعجميّ وكاتب مصري.
درس الأستاذ الدكتور طارق عبد الباري علوم اللغات الألمانية والإنجليزية والعربية وآدابها في القاهرة وفي مونستر في ولاية شمال الراين-وستفاليا. تخرَّج طارق عبد الباري في كلية الألسن، جامعة عين شمس بالقاهرة. يعمل حاليا أستاذاً ورئيساً لقسم اللغة الألمانية، ويدرس تاريخ الأدب الألماني والحضارة والتواصل بين الثقافات. يهتم طارق عبد الباري في عمله العلمي والبحثي بمجالات الترجمة والأدب وعلوم الميديا في السياق التواصلي بين الثقافات وبخاصة الثقافتين الألمانية والعربية.

## حياته
درس الأستاذ الدكتور طارق عبد الباري علوم اللغات الألمانية والإنجليزية والعربية وآدابها في القاهرة وفي مونستر في ولاية شمال الراين-وستفاليا. تخرَّج طارق عبد الباري في كلية الألسن، جامعة عين شمس بالقاهرة. يعمل حاليا أستاذاً ورئيساً لقسم اللغة الألمانية، ويدرس تاريخ الأدب الألماني والحضارة والتواصل بين الثقافات. يهتم طارق عبد الباري في عمله العلمي والبحثي بمجالات الترجمة والأدب وعلوم الميديا في السياق التواصلي بين الثقافات وبخاصة الثقافتين الألمانية والعربية.

## المركز الثقافي المصري الألماني والمعجم التقني التخصصي على الإنترنت «آراب تيرم»
أ.د. طارق عبد الباري هو مؤسس المركز الثقافي المصري الألماني (Ägyptisch-Deutsches Kulturzentrum) والمعروف اختصارًا (ÄDK). تأسسس المركز الثقافي المصري-الألماني (ÄDK) في العام 1998م بالقاهرة، ويهدف لتنشيط التبادل الثقافيّ بين البلدان العربية وتلك الناطقة بالألمانية. وتُقدِّم هذه المؤسسة ذات النفع العام دوراتٍ تعليميةٍ للغة الألمانية وتُعتبر أول شريك مُعتمد لمعهد جوته بمنطقة شمال إفريقيا والشرق الأوسط، كما أن المركز شريك لهيئة دبلوم اللغة الألمانية النمساوي بوصفة مركز الامتحانات المعنمد لها بجمهورية مصر العربية، وعلاوة على هذا فإن المركز الثقافي المصري-الألماني (ÄDK) يتعاون مع معهد جوته وبعض المؤسسات الألمانية الأخرى في العديد من المشاريع الترجمية ذات الطابع التخصصي ويؤهل ويدرب من خلال هذه المشاريع أجيالاً من المترجمين من ذوي الكفاءات العالية.
يُسهم المركز الثقافي المصري-الألماني (ÄDK) بصفته شريكًا في مشروع آراب تيرم (ARABTERM)، وهو قاموسٌ تقنيٌّ تخصصي مُتاح مجاناً على شبكة الإنترنت بلغاتٍ مختلفة: العربية والألمانية والإنجليزية والفرنسية. يعكف فريقٌ من عشرة مترجمين متخصصين تحت إشراف الدكتور عبد الباري على ترجمة مدخلات وشروح المعاجم التخصصية من مجالاتٍ هندسية عدة من بينها هندسة السيارات وهندسة المياه وهندسة الكهرباء وهندسة الطاقات المتجددة وهندسة النسيج. ومن المعروف أن كثيراً من المصطلحات في هذه التخصصات لاتجد المقابل المناسب لها في العربية المعاصرة، أو ربّما وجدت ولكنها لا تعتبر معيارية ومتفقٌ عليها بشكلٍ عام بعد، بحيثُ بات تحديثُ الترجمات الموجودة بالفعل أو حتى خلقُ أخرى جديدة كليةً أمرًا لا مناص منه ولا مفر. مثالُ هذا ما ورد على لسان الدكتور عبد الباري من قوله «أن اصطلاحاتٍ من قبيل (Mechatronik) و (Variomatic) لا يُمكنُ العثورُ على مقابلاتٍ لها في قاموسٍ متخصصٍ لهندسة السيارات طرفهُ الأول اللغة الألمانية أو الإنجليزية وطرفه الثاني اللغة العربية». والسببُ في ذلك – كما يقول د. عبد الباري– راجعٌ إلى تعدد أشكال المصطلح الدال على نفس المفهوم في الغة العربية بحسب تنوع لهجاتها وصيغها الفصحى، إلى جانب «أزمة اللغة العلمية العربية»، التي «تعاني منذ قرون من الإهمال وفقدان الدعم». وأمام مشهدٍ هذه معالمه يساهم مشرع آراب تيرم – في توحيد مصطلحات اللغة العربية في المجالات التكنولوجية والتقنية، مثلما أسهمت على المستوى الإعلامي بعض القنوات الفضائية العربية في تطوير لغة عربية إعلامية قياسية لم تكن موجودة من قبل على هذه الشاكلة.

## الأدب والكتابات الصحفية
إلى جانب أعماله الترجمية والمُعجمية، كتب الدكتور عبد الباري قصصًا قصيرة وقصائد، نشرها إما عبر شبكة الإنترنت أو في شكلٍ مطبوع وقام بعرضها وقرائتها أمام الجمهور في رحلاتٍ عدة له إلى بلدانٍ مختلفة من بينها ألمانيا والنمسا وسويسرا، وعمل خلال أعماله على معالجة موضوعاتٍ شتى منها على سبيل المثال الثورة المصرية، التي عايش أحداثها بنفسه في القاهرة. وشهد العام 2004م ظهور رواية الأطفال والنشء «ملك الأشياء» للدكتور عبد الباري، والذي ناقش فيها قضايا الفساد والمحسوبية في المجتمع المصري مُستخدمًا في ذلك قصةً شيقة تدور في إحدى المدارس الداخلية. يُضافُ إلى ما سبق تعقيباته في منشوراتٍ ألمانية وعربية مُحلِّلاُ فيها المشهد في الأوساط الإعلامية والثقافية وما تشهده الساحةُ السياسيةُ من أحداث آنية.

## أعماله الأدبية والمُعجمية والترجمية التخصصية (أمثلة منتقاة)
تتمثَّل أهمُ الأعمال المُعجمية في قاموس «آراب تيرم» التقني التخصصي والمتاح عبر شبكة الإنترنت على الرابط الإلكترونيّ: www.arabterm.org. تمخَّض هذا المشروع عن تعاون جهاتٍ دولية عديدة هي: الهيئة الألمانية للتعاون الدولي (GIZ)، ومعهد جوته مصر، ومكتب تنسيق التعريب بالرباط (BCA)، والمنظمة العربية للتربية والثقافة والعلوم (الألكسو Alecso)، والوزارة الاتحادية للتعاون الاقتصادي والتنمية (BMZ).
وتوَّلى الدكتور عبد الباري رئاسة فريق الترجمة العربية، والمعاجم التي صدرت حتى الآن في إطار هذا المشروع العملاق هي:
1. معجم تكنولوجيا السيارات
2. معجم هندسة المياه
3. معجم الطاقات المتجددة
4. معجم الهندسة الكهربائية
5. معجم صناعة النسيج
•	فالتر جروند: ثلاثة رجال – رواية. ترجمة طارق عبد الباري. القاهرة: المكتبة الأكاديمية. 2011م.
•	طارق عبد الباري وآخرون: هندسة السيارات من الألف إلى الياء، دليل مرجعي شامل. بالتعاون مع نخبة من الخبراء والمترجمين. القاهرة: المكتبة الأكاديمية الحديثة. 2011م.
•	طارق عبد الباري (وآخرون): قاموس إلياس الحديث ألماني عربي. القاهرة: دار الياس العصرية للطباعة والنشر. 2010م.
•	طارق عبد الباري: ملك الأشياء، رواية للأطفال والنشء (باللغة العربية). القاهرة: دار البلسم. 2010م.
•	أنكه-ماير جراسهورن: الشطح الإبداعي ضرورة حياتية. (ترجمة طارق عبد الباري ومصطفى ماهر). القاهرة: المكتبة الأكاديمية الحديثة (دار نشر الترجمة العربية). 2009م.
•	ملكولوم شاوف (ناشر): إدارة المؤسسات الصغيرة والمتوسطة في عصر العولمة. ميونيخ وميرنج، 2006م. (ترجمة طارق عبد الباري وآخرين). دار نشر الترجمة العربية: المكتبة الأكاديمية الحديثة، القاهرة، 2009م.
•	طارق عبد الباري (وآخرون): قاموس المصطلحات الطبية الرئيسية للمترجمين الفوريين ومحترفي الرعاية الصحية من الناطقين بالعربية. أوكلاند: كلية اللغات بجامعة أوكلاند للتكنولوجيا (ناشر). نيوزيلندا، 2004م.
•	طارق عبد الباري: ملك الأشياء، رواية للأطفال والنشء. (ترجمة دوريس كيلياس). زيوريخ: أطلانتس. 2004.
•	طارق عبد الباري: عين الطائر – قصص قصيرة. القاهرة: الهيئة المصرية العامة للكتاب (GEBO). عام 1999م.
•	طارق عبد الباري (وآخرون): قاموس سفير المُصوَّر، ألماني عربي/ عربي ألماني. القاهرة: دار نشر سفير. 1994م.

## الجوائز
2006م: أفضل كاتب، جائزة المجلس المصري لكتب الأطفال والنشء.

## مواقع إلكترونية
- عبد الباري، طارق. "ملك الاشياء: King of things". مؤرشف من الأصل في 2017-07-28. اطلع عليه بتاريخ 2015-01-15.
- "آراب تيرم: القاموس التقني". مؤرشف من الأصل في 2019-05-05. اطلع عليه بتاريخ 2015-01-15.
- "طارق عبد الباري". سير ذاتية وبورتريهات. مؤرشف من الأصل في 2007-10-02. اطلع عليه بتاريخ 2015-01-15.
- أوتنز، ليلي (2010-12). "ألسنة العصافير والبوكسرات - القاموس الفني المُتخصص بأربع لغات" (PDF). معهد جوته/مصر: 12–13. مؤرشف من الأصل (PDF) في 2016-03-04. {{استشهاد بدورية محكمة}}: تحقق من التاريخ في: |تاريخ= (مساعدة)